# Nigma laeta
Nigma laeta är en spindelart som först beskrevs av Sergei Aleksandrovich Spassky 1952.  Nigma laeta ingår i släktet Nigma och familjen kardarspindlar. Inga underarter finns listade i Catalogue of Life.